# Barnängen
För andra betydelser, se Barnängen (olika betydelser).

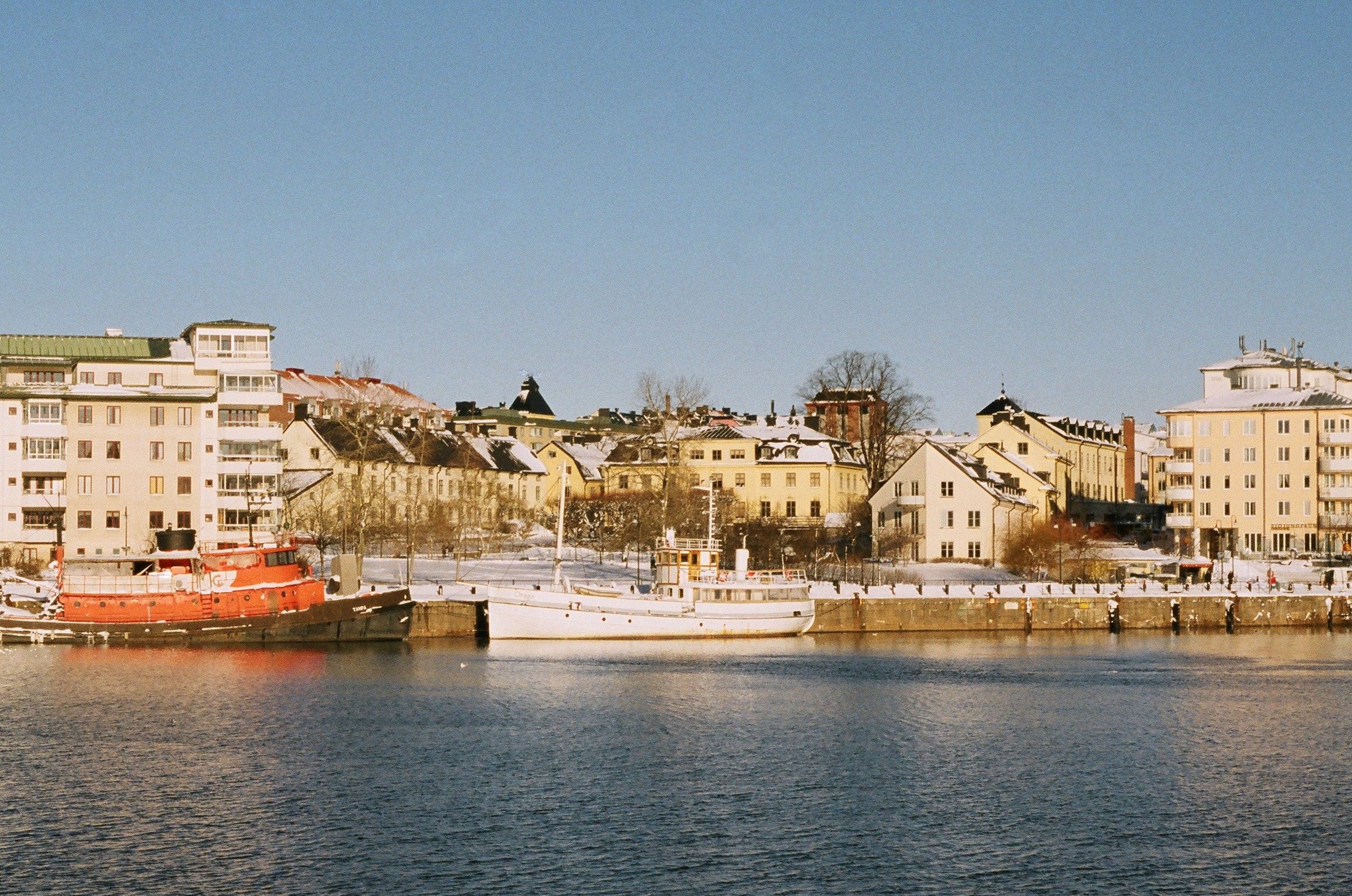
Barnängsområdet med herrgården i mitten sedd från Södra Hammarbyhamnen.

Barnängen är ett före detta fabriksområde och numera basområde vid Hammarby sjö i den östra delen av Södermalm, Stockholm. Området har skildrats i Per Anders Fogelströms roman Vävarnas barn. Hammarby IF har rötter i området.

## Historik

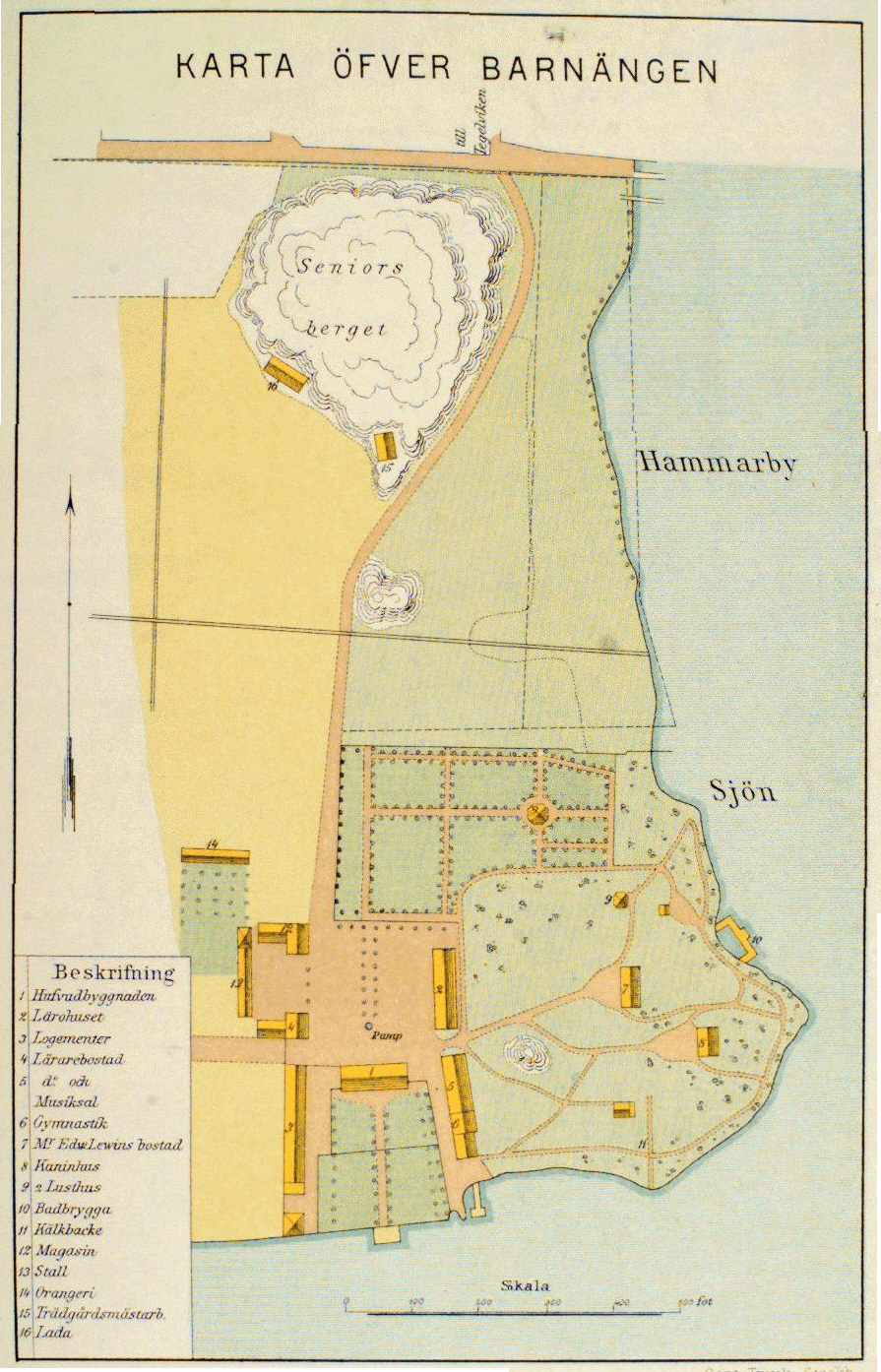
Barnängen, karta 1885.

### Namnet
Namnet Barnängen är en förenkling av Barnstuguängen och kommer från ett barnhospital som Danvikens Hospital planerade på ängen invid Hammarby sjö i slutet av 1500-talet. I hospitalets räkenskaper talas om "det nya hospitalet" och om "barnstugan vid Hammarby sjö". Man kan därför utgå ifrån att planerna förverkligades.

### Klädesfabrik
År 1691 byggde handelsmannen Jacob Gavelius en klädesfabrik, Barnängens manufaktur. Rörelsen övertogs av Gavelius svärson Hans Ekman, som av ekonomiska svårigheter överlät den till Riddarhuset, varpå Erik Salander fick arrendera verksamheten. Klädesfabriken låg i stadens yttersta utkant, avgränsad i söder och öster av Hammarby Sjö, sträckte sig i norr upp till Danvikens begravningsplats och Bondegatan, samt i väster fram till Vita Bergen. På Tegelviksgatan 54 ligger Barnängens herrgård med manbyggnad från 1767, arkitekt Elias Kessler, uppfört i två våningar omgivet av fabriks och magasinsbyggnader från 1782, väveri från 1691 och färgeri från 1758. Textilfabriken, var på 1780-talet Stockholms största arbetsplats med hela 640 arbetare. Fabriken lades ned 1826.

### Teknisk fabrik
Mellan 1826 och 1848 låg Hillska skolan i den förra fabrikens byggnader. 1868 startade en ny fabrik för tillverkning av bläck i den byggnad som kallas Tottieska malmgården (flyttades delvis till Skansen 1935). Fabriken kom senare att bli Barnängens Tekniska Fabrik.

### Stockholms bomullsspinneri
Byggnaden vid Barnängsgatan 21/Nackagatan 10-12/Tegelviksgatan 28-36 uppfördes 1916-1917, arkitekt Cyrillus Johansson. Huset byggdes om för tryckeriverksamhet 1958-1968, arkitekt Harald Ström. Fastigheten var från början hemvist för Stockholms bomullsspinneri och väfveri AB (senare STOBO), verksamheten flyttade 1952 till Torshag utanför Norrköping.

## Bilder

Herrgården
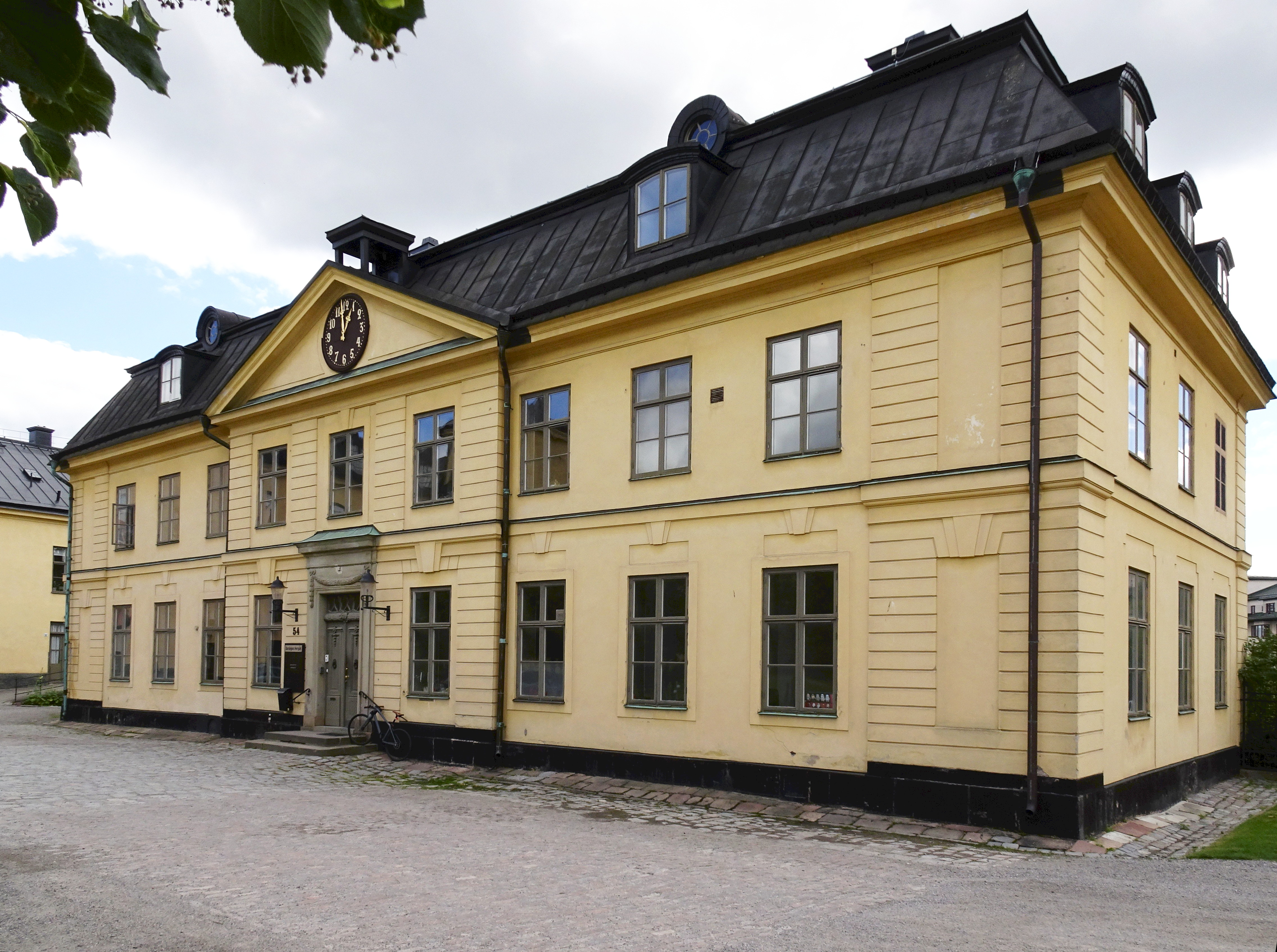
Barnängens gård, fasad mot norr.
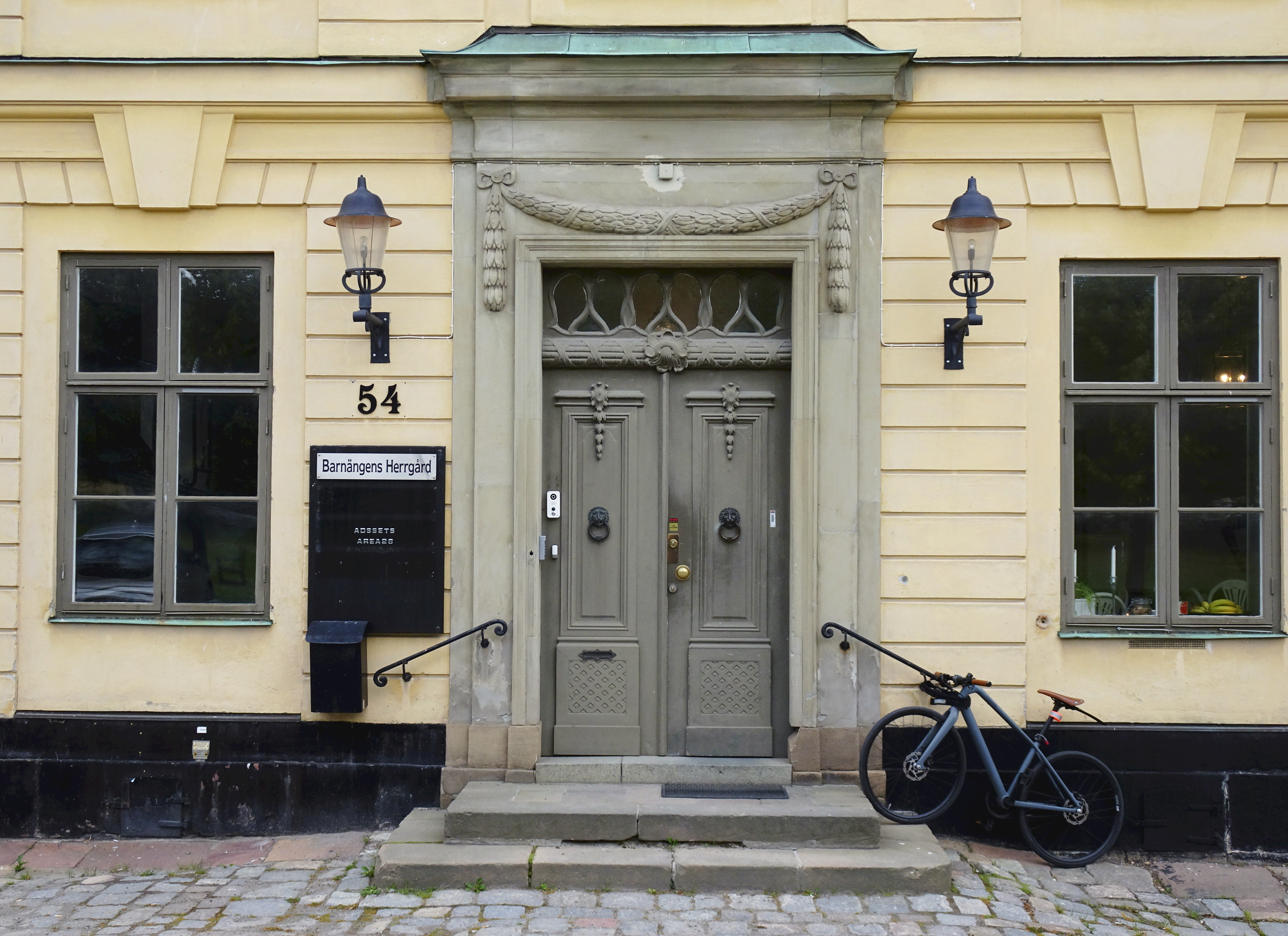
Barnängens gård, entré.
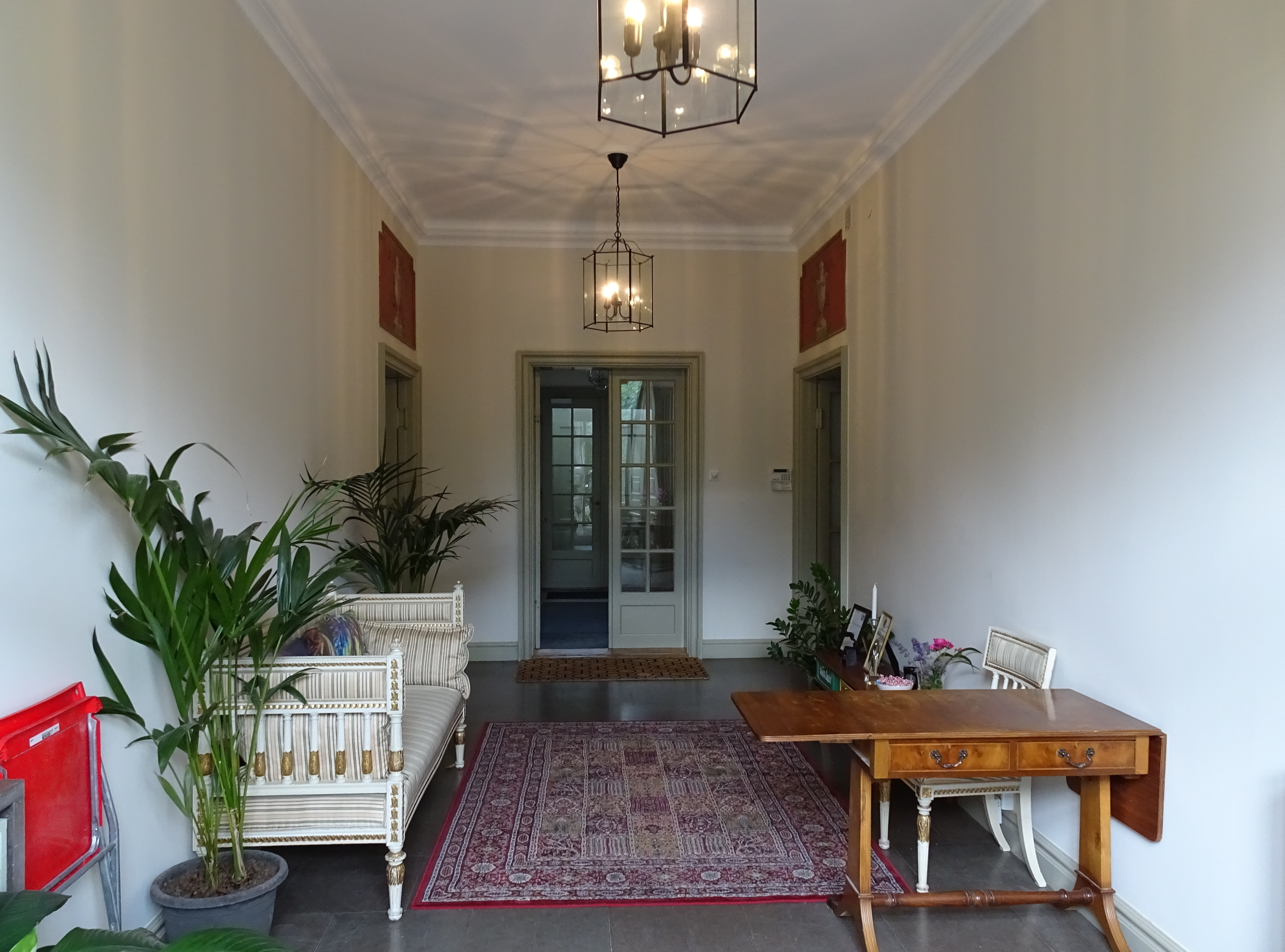
Barnängens gård, entré.
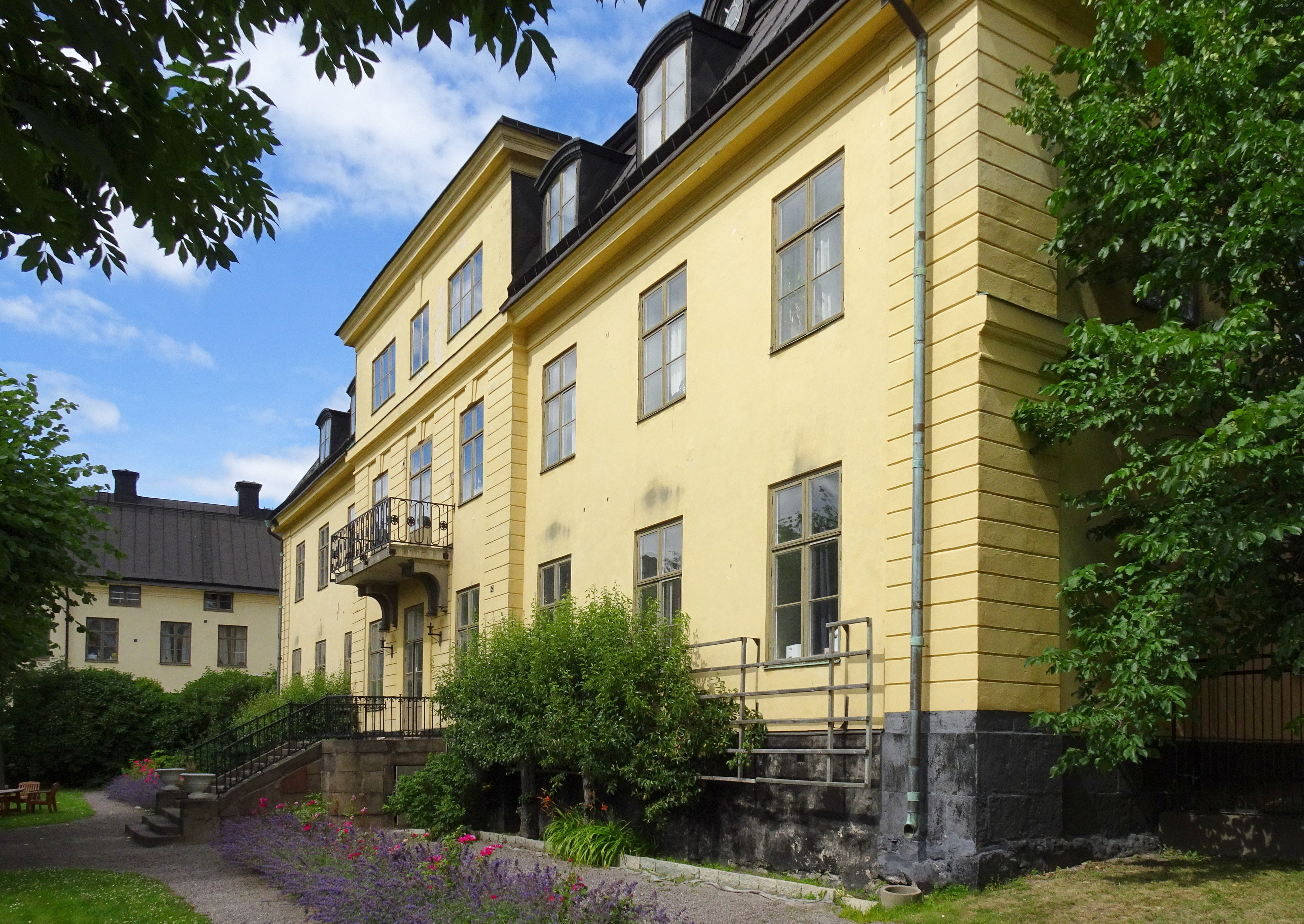
Barnängens gård, fasad mot söder.

Övrigt
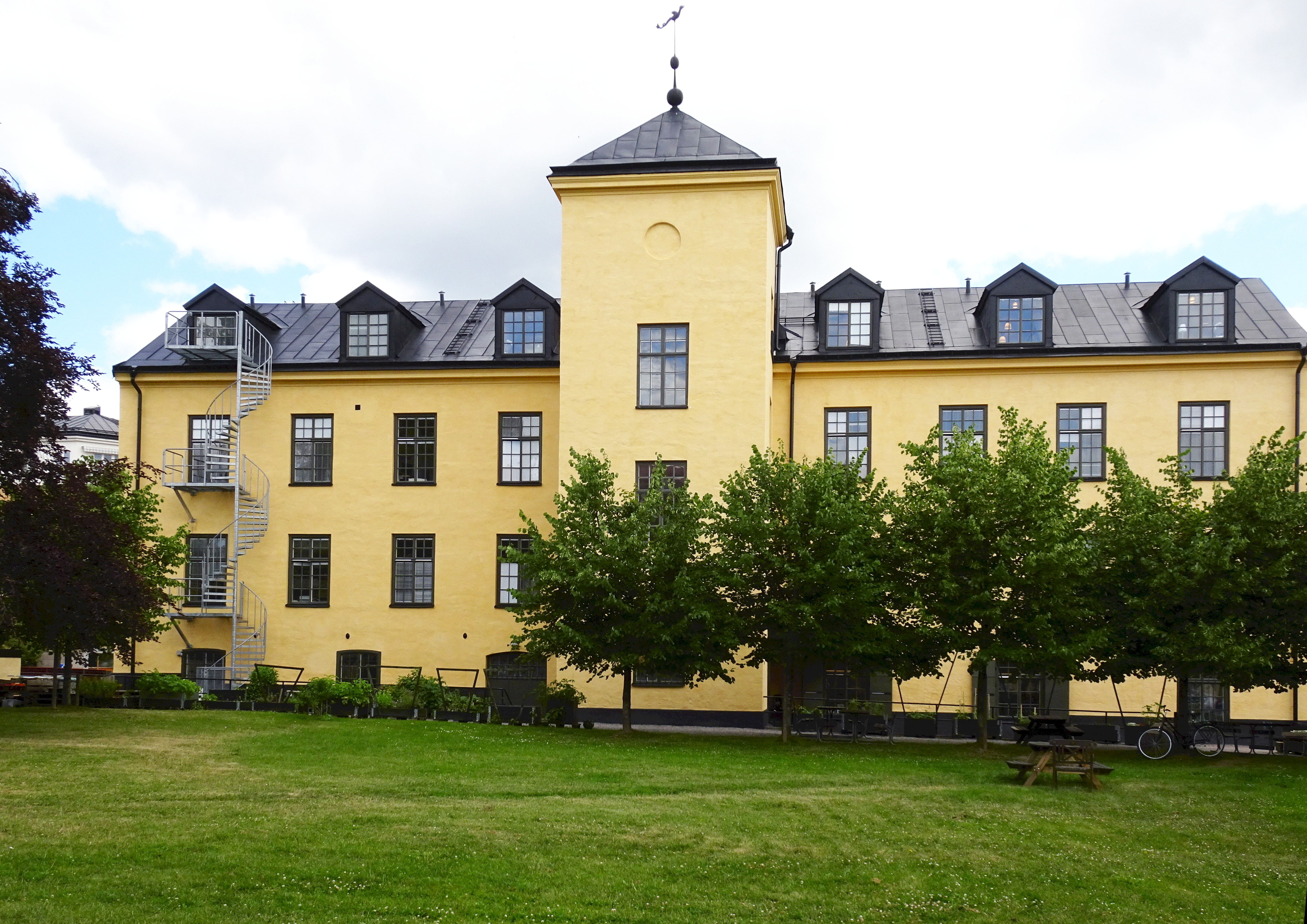
Solidaritetshuset
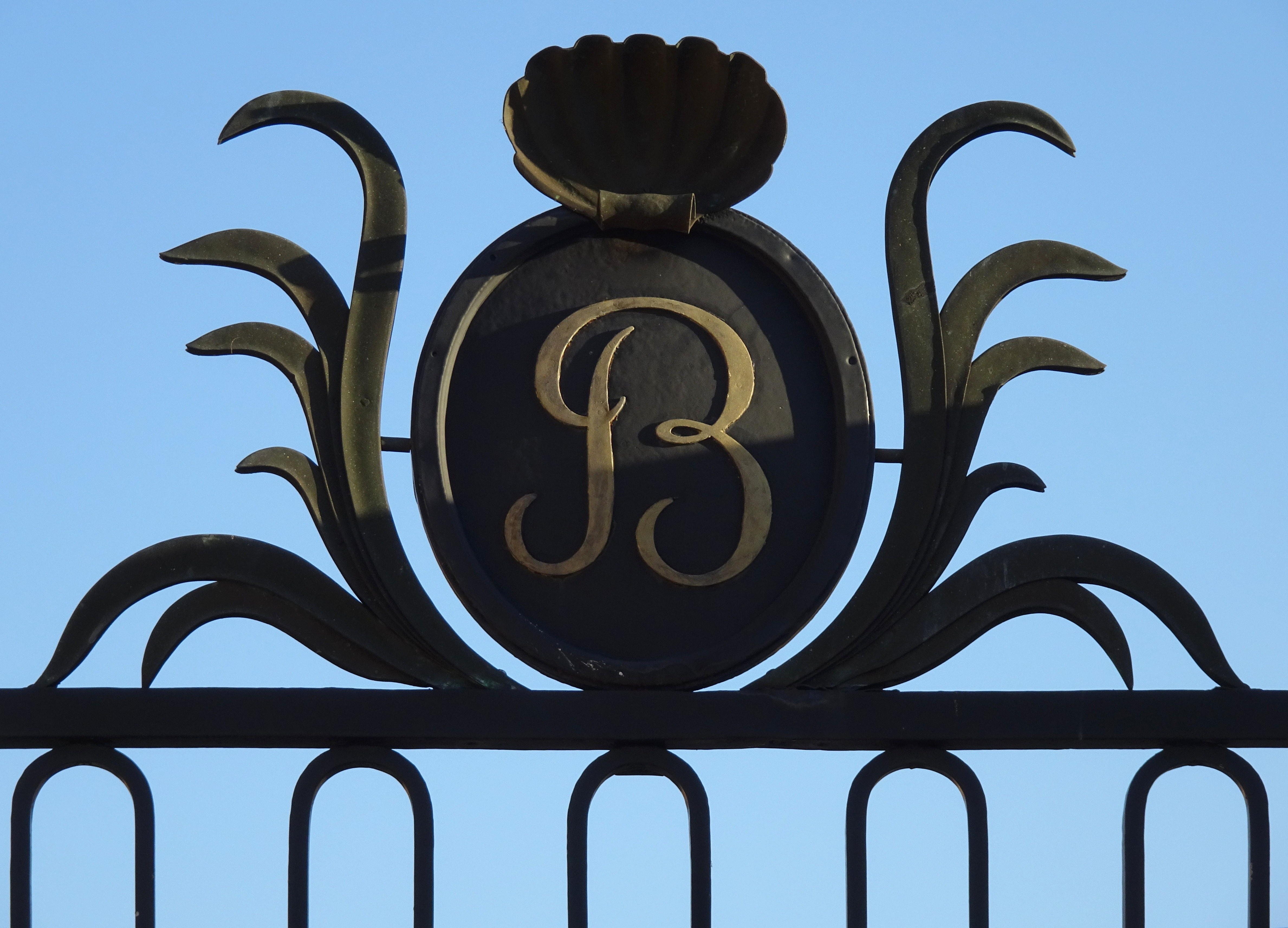
Smidesgrinden med ett "B".
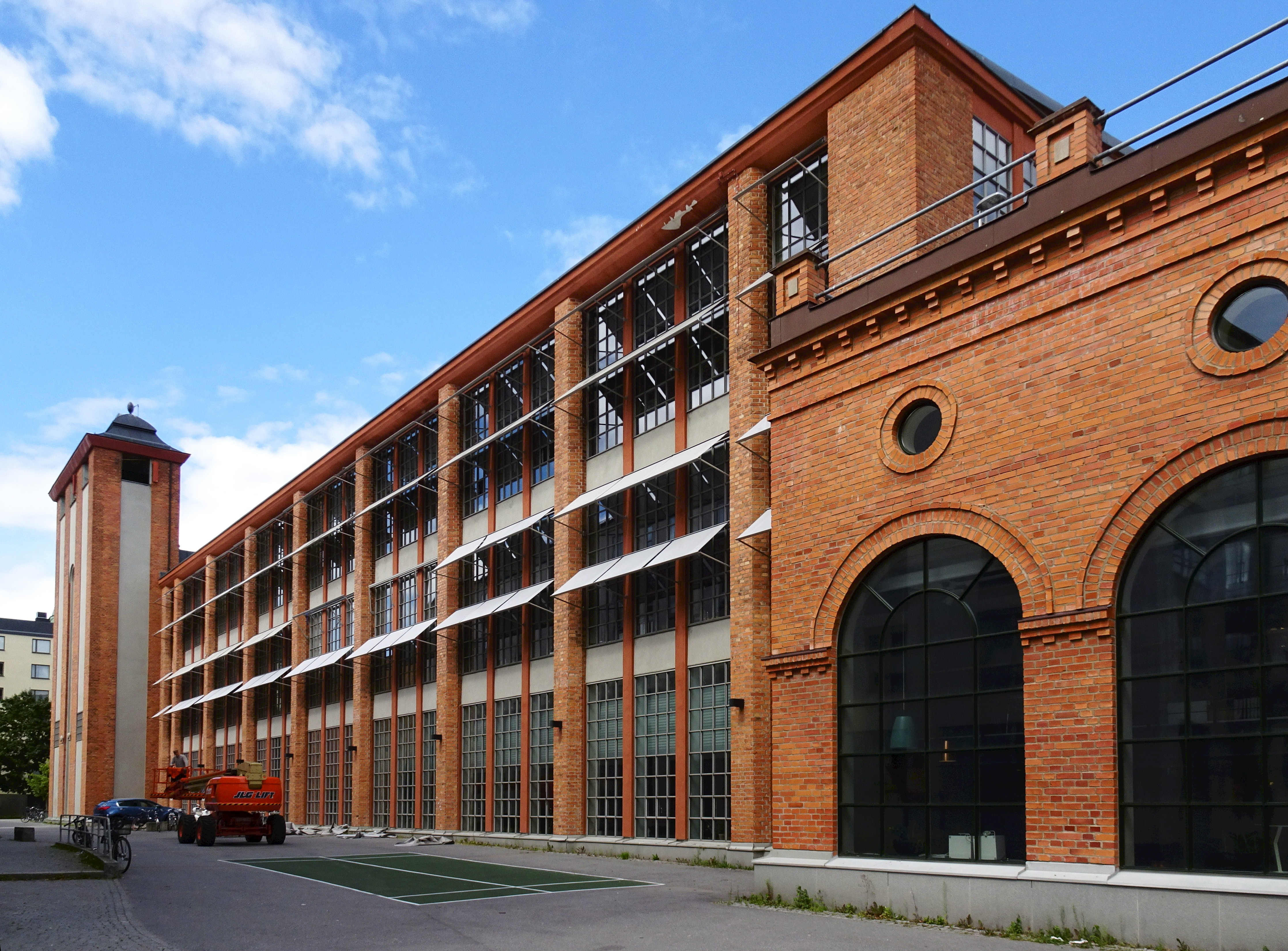
Stockholms Bomullsspinneri- och Väfveri AB.
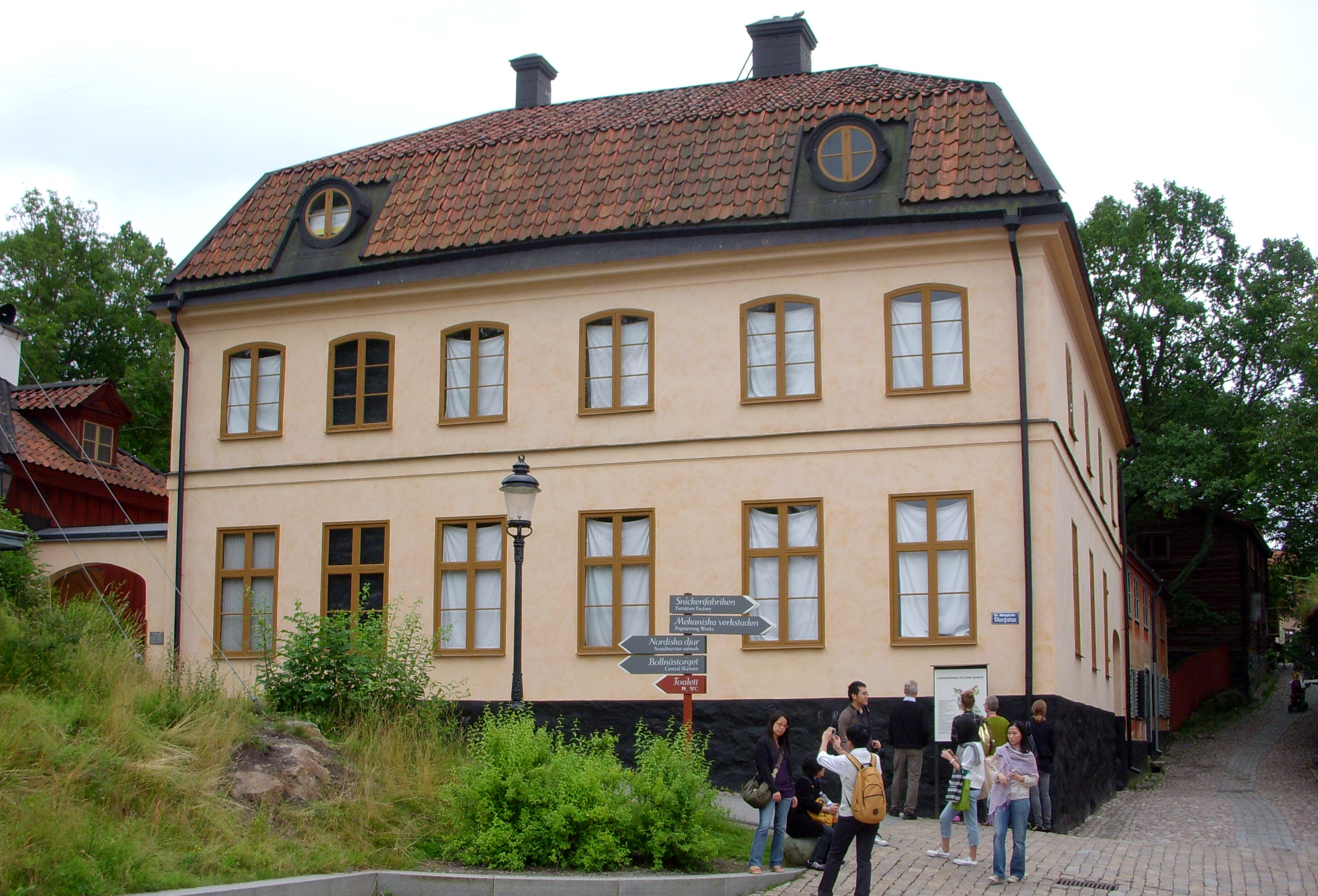
Tottieska malmgården på Skansen.